# City of Winchester
Winchester is een district met de officiële titel van city, in het shire-graafschap (non-metropolitan county OF county) Hampshire en telt 124.000 inwoners. Hoofdplaats is Winchester.

## Civil parishesin district Winchester
Badger Farm, Beauworth, Bighton, Bishops Sutton, Bishops Waltham, Boarhunt, Bramdean and Hinton Ampner, Brockbridge, Cheriton, Chilcomb, Colden Common, Compton and Shawford, Corhampton and Meonstoke, Crawley, Curdridge, Denmead, Droxford, Durley, Exton, Fobdown, Gundleton, Hambledon, Headbourne Worthy, Hinton Ampner, Hursley, Itchen Stoke and Ovington, Itchen Valley, Kilmeston, Kings Worthy, Littleton and Harestock, Micheldever, New Alresford, Northington, Old Alresford, Olivers Battery, Otterbourne, Owslebury, Shedfield, Soberton, South Wonston, Southwick and Widley, Sparsholt, Swanmore, Swarraton, Tichborne, Twyford, Upham, Warnford, West Meon, Whiteley, Wickham, Wonston.